# سامي ضاهر
سامي ضاهر (24 يناير 1968 -)، هو ممثل وممثل صوت لبناني.

## فيلموغرافيا

### مسرحيات
| السنة | العنوان  | الدور  | ملاحظات | مصادر |
| ----- | -------- | ------ | ------- | ----- |
| 2013  | ويلنلأمة | الخبير |         | [ 4 ] |

### أدوار الدبلجة
- بولت (النسخة العربية الفصحى، غير مدرج)
- باتمان - هارفي بولوك، بنغوين
- بن 10: أومنيفرس - آرجيت (الصوت الثاني)
- كوردج الجبان
- المختار الثقفي
- يوسف الصديق[10]

## وصلات خارجية
- سامي ضاهر على موقع IMDb (الإنجليزية)